# Gogołowice (wieś w powiecie milickim)
Gogołowice (niem. Gugelwitz) – wieś w Polsce położona w województwie dolnośląskim, w powiecie milickim, w gminie Milicz.

## Podział administracyjny
W latach 1975–1998 miejscowość należała administracyjnie do województwa wrocławskiego.

## Wsie w pobliżu
- Stawiec (1,6 km)
- Wszewilki (3,3 km)
- Piękocin (3,7 km)
- Dziadkowo (4,1 km)
- Słabocin (4,3 km)
- Jeziora (4,4 km)
- Poradów (4,6 km)
- Świętoszyn (4,7 km)
- Janowo (5 km)
- Rakłowice (5,2 km)